# Монтана (щат)
Вижте пояснителната страница за други значения на Монтана.
Монтана (на английски: Montana) е щат в САЩ, чийто пощенски код е MT, а столицата се казва Хелена. Монтана е с население от 1 062 305 души (2018). Граничи с Канада. В Монтана се намира част от територията на една от най-големите туристически атракции в САЩ – Националния парк Йелоустоун.

## География
С площ от 380 846 km² Монтана е 3,5 пъти по-голям от България, леко по-голям от Япония (377 944 km²) и малко по-малък от Парагвай (406 752 km²). Щатът е четвъртият най-голям по площ в САЩ, задминат само от Аляска, Тексас и Калифорния; и 56-ата най-голяма по площ административна единица в света. На север Монтана има обща граница от 872 km с три канадски провинции: Британска Колумбия, Албърта и Саскачеван. На изток граничи с щатите Северна Дакота и Южна Дакота, на юг има обща граница с Уайоминг, а на запад и югозапад с Айдахо.

### Релеф
Релефът на Монтана е разнообразен, отчетливо разпределен от Континенталния вододел, който преминава през щата в посока северозапад-център-юг, разделяйки го на две независими географски части – изток и запад. Монтана е известен с множеството си планински вериги на запад, голяма част от които спадат към планинската мрежа на Скалистите планини. Веригите Абсарока и Бъртут в Южна Монтана спадат към Централните скалисти планини. Около 60% от територията на щата са заети от прерия, част от Великите равнини. Въпреки това, дори в най-равнинните части на щата има островчета от малки планински вериги, най-отчетливи в централна Монтана.
Планинският масив Битъррут – един от най-дългите непрекъснати масиви в мрежата на Скалистите планини, служи като естествена граница между Айдахо и Монтана на запад, а южната част на масива се спуска към Континенталния вододел. Между Битъррут и Континенталния вододел са разположени планината Кебинет, веригата Анаконда, Мишънс, Гарнет Рейндж, Флинт Крийк Рейндж и Сапфайър.
Районът, където планините отстъпват на прерията, се нарича Фронт на Скалистите планини, като най-отчетливи са поредицата от ниски планини, известна като Люис Рейндж. Тук е разположен Националният парк Глейсиър. В Глейсиър е разположен геологически значимият вододел Трипъл-Дивайд-Пийк, който е основна причина реките Уотъртън, Бели и Сейнт Мери да завият на север в посока Албърта, Канада. Там те се вливат в река Саскачеван, която от своя страна се влива в залива Хъдсън.
На изток от Вододела се намират няколко почти успоредни планински вериги: Грейвли Рейндж, Тобако Рутс, Медисън Рейндж, Галатин Рейндж, Биг Белт, Бриджър, Абсарока и Бъртут. Платото Бъртут е най-голямата земна маса със средна височина от 3000 m, разположена в континенталната част на Щатите. Тук е разположена и най-високата точка в Монтана – връх Гренит с височина 3901 m.
Между планинските вериги са разположени множество живописни долини, използвани за земеделски нужди, туризъм и отмора. Сред най-известните са долините Биг Хоул, Битъррут, Галатин, Флатхед и Парадайз.
На изток и север от Фронта на Скалистите плаини са разположени Северните равнини, които са изключително слабо населени. В тази част на щата има множество плата, представляващи ниски, широки и плоски планински масиви, както и характерни за този релеф земни образувания, наричани бедлендс. Те са най-ясно видими в близост до щатските граници с Уайоминг и двете Дакоти, както и в близост до Саскачеван и Албърта. На изток от Вододела са разположени няколко планински вериги, сред които Кесъл, Крейзи, Литъл Белт, Сноуи, Суит Грас Хилс, Бул, Прайър и Лонг Пайнс.
В център-север са разположени множество скалисти образувания, най-популярно сред които е Мисури Брейкс. В същия район са разположени и трите най-забележими скалисти хълма (бютс) в щата: Скуеър, Шо и Краун, които са формирани от ерозията причинена от вятъра. Подобни скални формации могат да бъдат видяни във всички щати, които са част от Великите равнини, включително в Колорадо. Тук се намират националните паркове Макошика и Медисин Рокс, които са известни с красивите си бедлендс.
В Монтана са открити множество фосили, като най-много находки са намерени в района на масива от скалисти образувания Хел Крийк.

### Води
В Монтана има множество реки, чиито води се използват за битови нужди, напояване, хидроенергетика, както и за риболов. Монтана е един от малкото региони в света, където съществуват едновременно три водосборни басейна, което е факт благодарение на Континенталния вододел. 
 Отправната точка на басейните е Трипъл-Дивайд-Пий в Национален парк Глейсиър. Реките в Монтана се оттичат в Тихия океан, Мексиканския залив и залива Хъдсън.
Западно от Вододела тече Кларк Форк, най-голямата по дебит река в Монтана, която извира от Скалистите планини в близост до град Бют. Основните ѝ притоци са Блекфут и Битъррут, които се вливат в нея в района на град Мизула, а в посока Айдахо се влива и река Флатхед. Кларк Форк се оттича в езерото Пенд Орейли в Айдахо, което захранва с вода река Калъмбия а тя се влива в Тихия океан. Флатхед и Котенай са най-големите по дебит реки в западната част на Монтана.
Източно от Вододела извира Мисури, най-дългата река в Северна Америка, която започва пътя си от Скалистите планини, там където реките Джеферсън, Мадисън и Галатин споделят едно и също устие. Мисури пресича централната част на щата и в близост до Мисури брейкс преминава в Северна Дакота. Река Йелоустоун, която извира в Национален парк Йелоустоун (в Уайоминг), преминава северно от Ливингстън, Монтана, завива на изток в близост до Билингс, продължава направо през щата, докато се влее в Мисури близко до границата със Северна Дакота. Река Йелоустоун е най-дългата река в Щатите, на която не е разположен нито един язовир. Други големи притоци на Мисури, разположени на територията на Монтана са Милк, Мариас, Тонг и Мъсълшел. В близост до Грейт Фолс се намира най-късият воден басейн признат за река – Роу. Между 1989 и 2006 г. реката е вписана в Книга на рекордите на Гинес, но след 2006 г. тази категория е премахната и реката губи титлата си. Всички реки в Монтана, които се вливат в Мисури, се оттичат към Мексиканския залив чрез река Мисисипи, чийто най-голям приток е Мисури.
Третият водосборен басейн включва реките Уотъртън, Бели и Сейнт Мери. Те текат в посока Албърта, Канада, където се вливат в река Саскачеван, която от своя страна се влива в залива Хъдсън.
Освен реки в Монтана има и няколко езера, най-голямото от които е Флатхед. То е най-голямото сладководно езеро в западната част на Щатите. По течението на Мисури са разположени множество язовири, голяма част от които се използват за напояване на обработваеми площи.

### Защитени територии
В Монтана се намират няколко големи национални парка. Най-големият, разположен изцяло на територията на щата, е Глейсиър, наричан Короната на континента. В Монтана са разположени три от общо петте входа към Национален парк Йелоустоун. Други признати на федерално равнище обекти са Национално бойно поле Литъл Бигхорн, каньонът Бигхорн, Национално бойно поле Биг Хол, Системата от скални пещери Люис и Кларк, Национален резерват за опазване на бизоните Байзън Рейндж. 
В Монтана има десет Национални гори и повече от 20 природни резервата. Щатското правителство администрира общо 150 000 km² земя, от които 1110 km² се водят национални паркове и гори.
Федералната система за управление на национални паркове включва:
- Национално бойно поле Биг Хол
- Национален каньон Биг Хорн
- Национален парк Глейсиър
- Национална историческа забележителност ранчото Грант-Корс
- Национален исторически маршрут Люис и Кларк
- Национално бойно поле Литъл Бигхорн
- Национален исторически парк Нез Перс
- Национален парк Йелоустоун

## Климат
Поради разнообразието от географски райони в Монтана, щатът има разнообразен климат. Монтана се простира от 45-ия паралел, който се намира почти по средата между Северния полюс и екватора, до 49-ия паралел. Щатът е разположен между 610 и 3901 m н.в. Западната част е предимно планинска, насечена от множество долини, с доминиращ планински климат. Източната част се състои от равнини и ниски скалисти хълмове, прекъсвани единствено от изолирани планински вериги, а климатът варира между вътрешноконтинентален и полупустинен. Континенталният вододел се движи в посока север-юг през планинската част на щата. Той не позволява на топлия въздух, идващ от Тихия океан да премине на изток, и на студения сух въздух от района на Големите езера да премине на запад. На запад от вододела доминиращият климат е преходно тихоокеански, изразяващ се в меки зими, студени лета, сравнително безветрие и по-дълъг период на узряване на отглежданите култури. През зимата в долините често се формират гъсти мъгли и ниски облаци.
Средната дневна температура през януари е −2 °C, а през юли 29,2 °C. Температурите в различните части на щата варират драстично. В равнините често се наблюдава горещо и сухо време с температурни рекорди от типа на 47 °C. През лятото нощите са хладни, но приятни. Температурите закономерно намаляват с увеличаване на височината и горещото време, типично за равнините е напълно непознато над 1200 m надморска височина. В Монтана сняг може да завали по всяко време на година, но през юли и август дори в планинските райони това е почти изключено да се случи.

Най-ниската температура, измерена в Монтана, е и най-ниската температура измерена в метеорологичната история на САЩ. На 20 януари 1954 г. близо до Роджърс Пас са измерени −57 °C. Дори през такива студени нощи температурите варират осезаемо и в Хелена, разположен само на 64 km от Роджърс Пас, в същата нощ са измерени само −38 °C. 
 Такива периоди от изключително студено време траят около седмица и са породени от студен континентален въздух, навлизащ от Канада. Студеният фронт е добре формиран и почти моментално повлиява на времето. Когато топлият въздух от югозапад се сблъска със студения фронт, се формират типичните за Монтана топли ветрове чунукс. Движейки се средно с между 50 и 75 km/h, тези ветрове могат да покачат температурите с повече от 20 градуса. Пример за това явление е случаят от 15 януари 1972 г., когато в района на град Лоума в рамките на 24 часа е отчетена амплитуда от общо 57 градуса (от първоначални −48 °C до 9 °C накрая).
Средната стойност в Монтана за валежи е 380 mm, но тя драстично варира в различни райони на щата. Планинските вериги блокират топлия въздух от Тихия океан, които се задържа над долините и е причина за честите мъгли и ситни дъждове, които могат да достигнат до 8810 mm средногодишно. За сметка на това долините на изток от планините са далеч по-сухи със средни стойности между 280 и 290 mm. В самите планини падат най-обилни валежи, често до 2500 mm на година. Пример за това е ледникът Гринъл в Национален парк Глейсиър, където средногодишно падат валежи от 2700 mm. Най-сухата точка в Монтана е район югозападно от град Белфрай, където за последните 16 години са паднали едва 167 mm валежи. В Монтана големите снеговалежи често започват в края на септември и могат да продължат чак до началото на май. В планините за една зима е възможно да паднат валежи от 7600 mm, а в населените райони на щата снеговалежите варират между 760 и 1300 mm.

## История
На територията на сегашна Монтана от хиляди години са живели редица коренни народи. Първите заселници от Европа и други части на страната се срещат на юг с племето кроу, на югоизток с шайените; в централаната част на щата и на север с пикани (чернокраки), асинибойни и атсина; на запад с кутенай и салиши (флатхед). Малобройните племена пен д'орей и калиспел живеели в района на езерото Флатхед и планините на запад.
Територията на щата източно от Скалистите планини е част от Покупката на Луизиана от 1803 г. Последвалата експедиция на Луис и Кларк дава по-ясна представа за географията на щата, който през 1850-те става изключително популярен след откриването на солидни залежи от злато и мед. На 26 май 1864 г. Монтана е обявена за територия на САЩ под името Територия Монтана.
В края на 60-те години на 19 век армията създава няколко военни поста, сред които Форт Шоу, Кемп Куук и Форт Смит. Дълги години Монтана е сцена на военни действия между индианците и американската армия, които се борят за контрол върху земята.
След откриването на солидни залежи от злато, сребро, мед, въглища, а по-късно и нефт, през 1862 г. Монтана се превръща в притегателен център за златотърсачи, миньори, търговци и предприемачи от цялата страна. Добивът на злато от 1862 до 1876 г. достига забележителните за онези години 144 милиона долара; през това време среброто се превръща в още по-ценна находка. Най-голямата мина е била разположена близо до град Бют, известен с огромните си залежи от сребро и мед. На територията на сегашната щатска столица Хелена също са открити значителни залежи от благородни метали. С края на пиковия миньорски период в края на 70-те години на 19 век централно място в икономиката на Монтана заема животновъдството.
Железниците достигат Монтана през 1881 г., като част от железопътния маршрут Юниън Пасифик от Денвър. През 1883 е включен в Северната Тихоокеанска линия от Минеаполис към територията на сегашния щат Вашингтон. С два важни железопътни маршрута преминаващи през територията му и активно развиващ се добив на цветни метали Монтана се превръща в индустриален център. На 8 ноември 1889 Монтана официално се присъединява към Съюза на щатите, почти едновременно с Южна Дакота, Северна Дакота и Вашингтон.
Промяната от 1909 г. на Акта за собственост оказва съществено влияние върху заселването на щата. Ревизията в акта позволява едно семейство да притежава 1,3 km², а не както преди само 0,6 km². Десетки хиляди пристигат в Монтана подлъгани от огромните незаети площи и високите изкупвателни цени на пшеница, но мнозина се оказват неподготвени за типичния особен климат, който се характеризира с особено оскъдни валежи. Сушите в периода 1917 – 1919 довеждат до изключително бедни реколти, което от своя страна принуждава много хора да напуснат щата. Половината от банките в Монтана фалират, заради огромният брой ипотечни кредити, които никой не може да обслужва вече. Последвалата Голяма депресия допълнително затруднява и без това вече тежкото финансово положение, което докарва голяма част от фермерите и миньорите в щата до банкрут.
Едва в началото на 40-те на 20 век икономиката на Монтана стъпва отново на краката си, а след популяризирането на националните паркове Йелоустоун и Глейсиър туризмът става третата най-голяма индустрия в щата. Монтана е един от най-големите производители на пшеница в страната, която е и една от най-качествените и скъпоструващи.

## Население
По население Монтана се нарежда на 44-то място в САЩ, изпреварвайки Аляска, Уайоминг, Южна Дакота, Северна Дакота, Върмонт и Делауеър. Към 2009 щатът има население от 974 989 души, което е увеличение със 71 696 души от 2000 година. Растежът е осезаем основно в седемте най-големи окръга, в частност Галатън, който отчита 32% растеж сравнение с 2000 година.
Мнозинството от населението на Монтана е с европейски корени: немски (29,3%), ирландски (16,4%), английски (13,1%) и норвежки (10%). Около 6% са посочили като произход коренни жители. Подобно на Северна Дакота и Минесота хората от скандинавски произход живеят основно във фермерските райони, разположени на север и изток. В Монтана се намират общо седем индиански резервата, които са били създадени за общо дванайсет етнолингвистични групи, а сега са дом на една от най-големите индиански общности в САЩ изобщо. В западната част на щата, известен като миньорски център, живеят предимно американци с европейски произход (ирландци, англичани, финландци, източноевропейци). Първите миньорски градчета са създадени от преселници от Корнуол, Девън и Уелс. Столицата Хелена първоначално също е била миньорски лагер, който бързо се превръща в притегателен център по време на Златната треска. Афроамериканците съставляват едва 0,5% от населението на щата, а хората с азиатски произход представляват около 0,8%, което прави Монтана един от най-хомогенните щати в расово отношение.
По данни от последното преброяване от 2000 година 94,8% от населението над 5 години е посочило английския език като майчин.

### Религия
Религиозната принадлежност в Монтана е както следва:
- Християни – 82%
  - Протестанти – 55%
    - Лутерани – 15%
    - Методисти – 8%
    - Баптисти – 5%
    - Презвитерианци – 4%
    - Обединена църква на Христос – 2%
    - Други протестанти – 21%

  - Католици – 24%
  - Мормони – 5%
- други религии – <1%
- нерелигиозни – 18%

## Населени места
Градове:
- Анаконда
- Белгрейд
- Билингс
- Бют
- Грейт Фолс
- Ливингстън
- Майлс Сити
- Сидни
- Уайтфиш
- Хелена

Градчета:
- Стивънсвил

## Окръзи
Монтана се състои от 56 окръга:
| Място | Окръг        | Население |    | Място         | Окръг | Население |
| ----- | ------------ | --------- | -- | ------------- | ----- | --------- |
| 1     | Йелоустоун   | 144 797   | 29 | Вали          | 6771  |           |
| 2     | Мизула       | 108 623   | 30 | Блейн         | 6485  |           |
| 3     | Галатън      | 90 343    | 31 | Титон         | 6088  |           |
| 4     | Флатхед      | 89 624    | 32 | Пондера       | 5814  |           |
| 5     | Каскейд      | 82 178    | 33 | Шуто          | 5167  |           |
| 6     | Луис и Кларк | 61 942    | 34 | Тул           | 5151  |           |
| 7     | Равали       | 40 431    | 35 | Броудуотър    | 4793  |           |
| 8     | Силвър Боу   | 32 949    | 36 | Мъсълшел      | 4600  |           |
| 9     | Лейк         | 28 605    | 37 | Филипс        | 3944  |           |
| 10    | Линкълн      | 18 717    | 38 | Минерал       | 3833  |           |
| 11    | Хил          | 16 632    | 39 | Суит Грас     | 3667  |           |
| 12    | Парк         | 15 941    | 40 | Шеридан       | 3243  |           |
| 13    | Глейшър      | 13 550    | 41 | Гранит        | 2879  |           |
| 14    | Биг Хорн     | 13 015    | 42 | Фалън         | 2725  |           |
| 15    | Джеферсън    | 11 470    | 43 | Джудит Бейсин | 2051  |           |
| 16    | Фъргюс       | 11 208    | 44 | Уийтленд      | 2044  |           |
| 17    | Къстър       | 11 189    | 45 | Мигър         | 1908  |           |
| 18    | Сандърс      | 11 098    | 46 | Либърти       | 1748  |           |
| 19    | Рузвелт      | 10 303    | 47 | Даниълс       | 1703  |           |
| 20    | Карбън       | 9756      | 48 | Паудър Ривър  | 1664  |           |
| 21    | Ричланд      | 9313      | 49 | Маккоун       | 1624  |           |
| 22    | Роузбъд      | 9258      | 50 | Картър        | 1202  |           |
| 23    | Бивърхед     | 8976      | 51 | Гарфийлд      | 1173  |           |
| 24    | Диър Лодж    | 8792      | 52 | Преъри        | 1108  |           |
| 25    | Стилуотър    | 8786      | 53 | Голдън Вали   | 1057  |           |
| 26    | Доусън       | 8558      | 54 | Уибо          | 897   |           |
| 27    | Мадисън      | 7457      | 55 | Трежър        | 612   |           |
| 28    | Пауъл        | 7089      | 56 | Питролиъм     | 440   |           |

## Икономика
Щатското бюро по икономически анализ изчислява, че през 2003 средният доход за Монтана е $25 406, 47-и в страната, а общите приходи за същата година на база целият щат са възлизали на 23 милиарда долара. Въпреки това икономиката на Монтана е една от най-динамично развиващите се, като през 2005 г. средният доход е вече $29 387, което го нарежда на 39 място в национален мащаб.
Икономиката на Монтана е базирана основно на земеделския добив като основни продукти са пшеница, ечемик, захарно цвекло, овес и ръж. Животновъдният отрасъл се характеризира с говедовъдство и овцевъдство. В национален мащаб Монтана се нарежда на трето място по производство на домашна бира.
Природните ресурси на щата позволяват активното развитие на дърводобива, рудодобива, добива на цветни метали; най-популярните ресурси са златото, среброто, въглищата, талкът и вермикулитът. Поради богатството от залежи на територията на щата към този момент в сила са редица закони и обременено таксуване, които да наложат строг контрол върху експлоатацията на залежите.
Туризмът играе изключително важна роля в икономиката на Монтана, благодарение на годишния приток от милиони туристи, които посещават националните паркове Йелоустоун и Глейсиър, езерото Флатхед, изворът на река Мисури в Скалистите планини, както и забележителности с исторически характер.

## Транспорт
Железопътният транспорт започва да играе съществена роля в Монтана след навлизането си през 1880-те. В исторически план през щата са прокарани три изток-запад континентални линии: Северно-Тихоокеанска, Велика северна и Милуоки роуд. Днес железопътният транспорт се обслужва основно от BNSF Railway, която използва за трансконтиненталния си маршрут някогашната Велика Северна линия. Частният железопътен превозвач Montana RailLink използва бившата Северно-Тихоокеанска линия за нуждите си.
В Монтана летища има в Боузмън, Билингс, Мизула; и по-малки в Грейт Фолс, Калиспел, Хелена и Бют. В още осем населени места има летища, които се използват само за товарни и спешни нужди.
Първата автомагистрала в Монтана, Щатски път 10 (U.S. Route 10), е преминавала в посока изток-запад през щата, свързвайки големите градове с южните райони. Коридорът изток-запад продължава да бъде най-важният и най-широко използван, но сега той се обслужва от магистралите Междущатска 90 (Interstate 90) и Междущатска 94 (Interstate 94), Щатските пътища 2 и 12 (U.S. Route 2; U.S. Route 12) и Монтанска магистрала 200 (Montana Highway 200). Единствената магистрала, която обслужва оста север-юг, е Междущатска 15 (Interstate 15). Други важни пътища по същия маршрут са Щатски пътища 87,89,93 и 191 (U.S. Routes 87,89,93 and 191). Междущатска 25 (Interstate 25), която минава през Уайоминг, приключва малко преди границата с Монтана.
Границата между Монтана и Южна Дакота е единствената в САЩ, през която не минава асфалтиран път.

## Образование
Субсидираната от държавата университетска мрежа в Монтана се състои от:
С курсив са отбелязани градовете, където са разположени кампусите
- Държавен колеж Флатхед Вали
- Държавен колеж Доусън
- Държавен колеж Майлс
- Щатски университет Монтана – Боузман
  - Щатски университет Монтана – Билингс
  - Щатски университет Монтана-Север – Хавър
  - Щатски университет Монтана – Колеж по технологии Грейт Фолс
- Университет Монтана – Мизула
  - Технически университет Монтана – Бют
  - Западен университет Монтана – Дилън
  - Университет Монтана – Колеж по технологии Хелена

Основните колежи в Монтана, субисирани от племенните групи са:
- Държавен колеж Форт Пек
- Държавен колеж Литъл Биг Хорн
- Колеж Салиш Котенай
- Колеж Стоун Чайлд
- Държавен колеж Блекфийт – Браунинг

Има три малки частни колежа базирани в Монтана, отделно от филиалите на колежи, разположени в други щати:
- Каръл Колидж
- Роки Маунтън Колидж
- Университет на Грейт Фолс

## Щатски символи
- Мото: „Oro y plata“ („Злато и сребро“)
- Цвете: Lewisia rediviva, от 1895
- Дърво: Жълт бор (Pinus ponderosa), от 1949
- Животно: Мечка гризли (Ursus arctos horribilis), от 1862
- Птица: Западен трупиал (Sturnella neglecta), от 1931
- Риба: Oncorhynchus clarkii, от 1977
- Песен: „Montana“, от 1945
- Балада: „Montana Melody“, от 1983
- Скъпоценен камък: Сапфир и ахат
- Фосил: Maiasaura peeblesorum, от 1985
- Пеперуда: Nymphalis antiopa, от 2001
- Трева: Pseudoroegneria spicata, от 1973